# Barbara Czarniawska

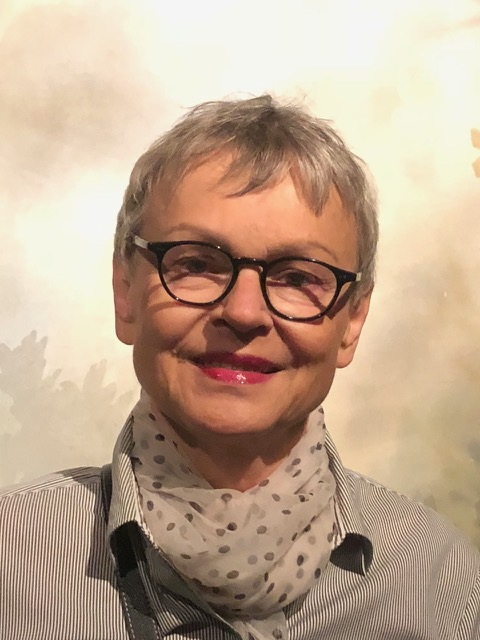
Barbara Czarniawska (2018)

Barbara Czarniawska (* 2. Dezember 1948 in Białystok; † 7. April 2024 in Göteborg), früher auch unter dem Namen Barbara Czarniawska-Joerges bekannt, war eine polnisch-schwedische Organisationsforscherin und hatte zuletzt eine Professur für Management Studies an der Universität Göteborg inne. Ihre wissenschaftliche Arbeit führte Czarniawska nach London, Innsbruck, Lund, Stockholm und Göteborg. 1988 nahm sie die schwedische Staatsangehörigkeit an. Seit 2000 veröffentlichte sie nur noch unter dem Namen Czarniawska.

## Leben
Czarniawska wuchs in Warschau auf. Sie zeigte früh ein Interesse für Sprachen und Reisen, beeinflusst durch ihre Mutter. Sie sprach fließend Polnisch, Englisch, Schwedisch und Italienisch und konnte Französisch lesen.
Sie absolvierte ihr Magister-Studium 1970 in Sozial- und Organisationspsychologie an der Universität Warschau. Ihren Doktortitel erwarb sie 1976 in Wirtschaftswissenschaften an der Warsaw School of Economics.
Sie begann ihre berufliche Laufbahn als Research Fellow an der MIT Sloan School of Management in den Vereinigten Staaten. Es folgten Tätigkeiten an der London School of Economics and Political Science, dem Wissenschaftszentrum Berlin für Sozialforschung, einem Forschungsaufenthalt bei der Rockefeller-Stiftung in Bellagio (Italien), der Yale University und der Universität La Sapienza in Rom.
Im Jahr 1984 wechselte sie an die Stockholm School of Economics und wechselte im Jahr 1990 an die Universität Lund und wurde als zweite Frau in Schweden zur Professorin für Betriebswirtschaft ernannt. Im Jahr 1988 nahm Czarniawska die schwedische Staatsangehörigkeit an. Im Jahr 1996 erhielt sie Angebote von der Yale University und der Cambridge University, entschied sich jedoch für das Göteborg Research Institute (GRI), das interdisziplinäre Forschungsinstitut der School of Business, Economics and Law der Universität Göteborg. Ein Grund dafür war das Göteborger Filmfestival, bei dem sie jedes Jahr drei Filme pro Tag sehen konnte. Ihr Arbeit trug dazu bei, das GRI zu einer der internationale Marke zu entwickeln. Sie beschrieb sich selbst einmal wie folgt:

„Ich bin der Forschertyp, den Isaiah Berlin einen Fuchs nennen würde: Neugierig auf viele Dinge. Ich interessiere mich für Stadtmanagement und für Gender Studies, für Narratologie und für Robotisierung.“

Bruno Latour beschrieb Czarniawska in einer Laudatio 2011 als eine herausragende Persönlichkeit im Bereich der Organisationswissenschaft, die für ihre großzügige und altruistische Art, Wissen und Erfahrungen zu teilen, bekannt war und weniger dafür, eigennützig zu handeln. Sie habe durch ihre Lehre und Forschung, die sich durch eine seltene Kombination aus Kritik und Großzügigkeit auszeichne, bedeutende Beiträge zur Ausbildung hervorragender Studierender und zur Entwicklung neuer methodologischer Ansätze geleistet. Czarniawska verfolge Latour zufolge eine leidenschaftliche und umfassende Herangehensweise an die Forschung, die darauf abziele, Organisationspraktiken neu zu beschreiben und zu interpretieren, um den Akteuren zu helfen, sich selbst zu verwalten und sich gegen übermäßige Standardisierung zu wehren. Ihr Ansatz, kritische Nähe zu den zu beeinflussenden Praktiken zu halten, stelle demnach einen spannenden Kontrast zu herkömmlichen wirtschaftlichen Disziplinen dar und beleuchtet das Paradox, dass die Studie der Organisationen aufgrund ihrer deskriptiven Stärken eigentlich eine Wissenschaft sein sollte, oft aber hinter den Wirtschaftswissenschaften zurücksteht.
Czarniawska starb 2024 nach längerer Krankheit im Alter von 75 Jahren.

## Forschungsinteressen
Czarniawska war für ihre innovative Forschung in Organisationsstudien bekannt, wobei sie sich auf die Sozialwissenschaften und Organisationstheorie konzentrierte. Ihre Arbeit verband Theorien und Methoden aus Anthropologie, Ethnologie, Soziologie, Narratologie und Philosophie. Sie verknüpfte Erkenntnisse aus der Technologie-, Gesellschafts- und Geisteswissenschaft und nutzte neue Ergebnisse aus schwedischen Fallstudien über Organisationen, um eine Theorie der Übersetzung zu entwickeln, der ständigen Verhandlung und Interpretation, die ein zentraler Bestandteil des organisatorischen Wandels ist. Sie leistete bedeutende Beiträge durch die Etablierung der Akteur-Netzwerk-Theorie in den Organisationsstudien und die Weiterentwicklung des Shadowings als Ansatz in der Feldforschung.
Czarniawska betonte, dass die Organisationstheorie seit den 1960er-Jahren Organisationen oft zu statisch als Systeme mit festen Grenzen betrachtet, die sich an ihre Umgebung anpassen. Sie kritisierte diese Sichtweise als zu begrenzt und schlug stattdessen vor, Organisationen dynamischer zu betrachten, als Prozesse des Organisierens statt als feste Einheiten. Sie verwendete einmal die Metapher des Golems, um zu illustrieren, wie Theorien sich gegen ihre eigentlichen Zwecke wenden können, und forderte eine flexiblere Herangehensweise an die Organisationstheorie, die Organisationen als Werkzeuge ansieht, die je nach Kontext angepasst werden können. Ihre Arbeit inspirierte die Organisationsforschung, sich auf die Prozesse zu konzentrieren, die zur Organisation führen, und zu verstehen, wie die Konstruktion von Geschlecht das Arbeitsleben in verschiedenen Ländern unterschiedlich gestaltet.
In ihrer Forschung untersuchte Czarniawska komplexe Organisationen, Großstädte, Wohlfahrtsmodelle und Integrationsprozesse und hob die Bedeutung von Erzählungen und Geschichten in der Organisationsforschung hervor. Sie vertrat den diskursiv-konstruktivistischen Ansatz zum Management und erforschte Storytelling in Organisationen und die Rolle, die Geschichten in Organisationen spielen. Dabei gehörte sie zu den Begründern dieses Forschungsansatzes. Für sie waren Narrative noch zusammenhangslos erzählte Ereignisse, die durch einen Plot zu einer Story verwoben werden und entweder Argument werden oder eine sinngebende Pointe beinhalten. Im Erzählen aber wird ihrer Meinung nach Wissen vermittelt. Außerdem stellt die Erzählung die Kommunikation in der Organisation dar. Die Organisation entsteht erst in der Erzählung.
Czarniawska galt als Förderin des Shadowing, einer Feldforschungsmethode, bei welcher der Forscher eine Person bei ihren täglichen Aktivitäten begleitet, um Einblicke in Echtzeit zu erhalten und komplexe Prozesse und Interaktionen direkt zu beobachten. Diese Methode eignet sich besonders für dynamische Umgebungen, da sie die Erfassung der Komplexität moderner Arbeitswelten ermöglicht. Czarniawska schätzte Shadowing, weil es den Forschenden die Dokumentation simultaner Ereignisse und nicht-simultaner Erfahrungen in Organisationen ermöglicht, was mit traditionellen Methoden nicht möglich ist. Sie betonte auch die Flexibilität des Shadowing, da es sowohl auf Personen als auch auf Objekte anwendbar ist.
Czarniawska vertrat ein dreistufiges Analyseverfahren. Im ersten Schritt wird die Konstruktion von Narrativen aufgezeichnet, die nach „organisierenden“ (Sinn-erzeugenden) und „organisationalen“ (vermittelnden) unterschieden werden. Die Geschichten werden durch Interviews ermittelt. Nach der Aufnahme der Geschichten werden diese nach fünf Methoden interpretiert: biografische und rhetorische Analyse, Strukturanalyse, Dekonstruktion und einer Analyse von Repräsentationen des Praxisfeldes, wie sie aus der Literaturanalyse bekannt sind. Die Ergebnisse werden im letzten Schritt wieder als Erzählung präsentiert. Managementwissen ist nach Czarniawska eine analysierbare Story.
Im Laufe ihrer Karriere betreute Barbara Czarniawska eine ungewöhnlich große Zahl von Doktoranden in Schweden und anderen Ländern, von denen viele später Professoren geworden sind. Czarniawska war für ihren scharfen Intellekt, ihre Gastfreundschaft, ihre Art, Kollegialität als Arbeitsmethode in der akademischen Welt zu lehren, und ihre Fürsorge bei Kollegen geschätzt. Ihr internationales Netzwerk war umfangreich, und ihre soliden Sprachkenntnisse ermöglichten es ihr, auf Englisch, Italienisch, Schwedisch und Polnisch zu veröffentlichen und zu lehren. Obwohl Professor Barbara Czarniawska für ihre enorme Arbeitsleistung bekannt war, las sie auch gerne Belletristik, insbesondere Kriminalromane; ein Interesse von ihr war das Übersetzen von Kriminalromanen aus verschiedenen Sprachen ins Polnische.

## Werk
Besonders bekannt war Czarniawska durch ihr Buch Narratives in Social Science Research (2004), das eine Einführung in die narrative Methodologie als Forschungsinstrument in den Sozialwissenschaften bietet. Es stellt einen historischen Überblick über die Entwicklung des narrativen Ansatzes vor und zeigt, wie narrative Methoden in der Feldarbeit angewendet werden können. Das Werk vermittelt, wie narrative Ansätze in Forschungsprojekte integriert werden können und gibt Anleitungen zur Interpretation gesammelter oder erzeugter Narrative. Es illustriert Schlüsselargumente und Methoden anhand von Fallstudien sowie weiterführender Literatur, um die Brücke zwischen Theorie und empirischer Praxis zu schlagen.
Ein weiteres vielbeachtetes Buch Czarniawskas ist Narrating the Organization: Dramas of Institutional Identity (1997). Auch darin analysiert sie Organisationen durch eine narrative Linse und stützt sich dabei zur Aufdeckung verborgener Dynamiken und Paradoxien organisatorischen Handelns auf literarische Elemente und kulturelle Metaphern. Czarniawska betrachtet Erzählungen als zentrales Element für das Verständnis und die Analyse organisatorischer Prozesse und wendet dies insbesondere auf die öffentliche Verwaltung in Schweden an, um Kontinuitäten und Veränderungen in diesen Institutionen zu beleuchten. Das Buch zeigt, wie durch die Interpretation von Geschichten über das Organisationsleben tiefere Einblicke in die oft widersprüchlichen Handlungen innerhalb von Organisationen gewonnen werden können, die sowohl Routine als auch Wandel fördern und Dezentralisierung zur Kontrolle nutzen.
In ihrem Artikel Having Hope in Paralogy (2001) beschäftigt sich Czarniawska mit der Bedeutung von Paradoxien in der Logik und ihrer Anwendung in der Organisationstheorie. Laut Czarniawska sind Paradoxien sowohl hinderlich als auch nützlich, da sie kreative und innovative Denkweisen fördern können, die bestehende Wissensstrukturen herausfordern und zu neuen Erkenntnissen führen. Sie argumentierte, dass die Auflösung von Paradoxien nicht immer das Ziel sein sollte; vielmehr können sie zur Erweiterung des Verständnisses genutzt werden. Czarniawska schlug vor, diese Widersprüchlichkeiten zu Weiterentwicklung und Stärkung der Organisationstheorie zu nutzen, indem sie zehn konträre Wünsche oder Bitten vorstellt, die Organisationstheoretiker in Betracht ziehen sollten.

## Ehrungen
Czarniawska war Mitglied in der Königlich Schwedischen Akademie der Ingenieurwissenschaften, der Königlich Schwedischen Akademie der Wissenschaften und der Königlichen Gesellschaft der Künste und Wissenschaften, der Kungliga Vetenskaps- och Vitterhetssamhället i Göteborg, der Societas Scientiarum Finnica und der British Academy anerkannt. Im Jahr 2000 erhielt Czarniawska den Thuréus-Preis der Königlichen Gesellschaft der Wissenschaften in Uppsala für ihre international anerkannte Forschung in der Organisationstheorie und 2003 den finnischen Wihuri International Prize „in Anerkennung der kreativen Arbeit, die den kulturellen und wirtschaftlichen Fortschritt der Menschheit besonders förderte“. Daneben wurde Czarniawska 2003 zum Honorary Fellow of the European Institute of Advanced Studies in Brüssel gewählt. Sie erhielt sechs Ehrendoktorwürden verschiedener Universitäten und in verschiedenen Ländern. 2005 erhielt sie die Ehrendoktorwürde (Oeconomiae doctor honoris causa) der Handelshochschule Stockholm, 2006 einen Ehrendoktor (Doctor Mercaturae Honoris Causa) der Copenhagen Business School und außerdem einen weiteren Ehrendoktor (Honorary Doctor of Science) der Helsinki School of Economics. Ab 2011 war Barbara Czarniawska Ehrenmitglied der EGOS.
Im Jahr 2021 wurde Czarniawska in die British Academy gewählt.